# Ocean's Thirteen
Ocean's Thirteen is een Amerikaanse komische kraakfilm uit 2007 van de Amerikaanse regisseur Steven Soderbergh en is het vervolg op Ocean's Eleven en Ocean's Twelve. Deze film wordt net als de twee voorgaande delen geregisseerd door Steven Soderbergh en verscheen in 2007 in de bioscoop. De hoofdrollen zijn onder andere voor George Clooney, Brad Pitt, Matt Damon en nieuwkomer in de filmreeks, Al Pacino, als casino-eigenaar en oplichter. Afwezigen zijn Catherine Zeta-Jones, die een rol had in het tweede deel, en Julia Roberts, die zowel in het eerste als het tweede deel te zien was, maar tijdens de opnamen zwanger was.
Met de opnamen werd begonnen in juli 2006 in Las Vegas en Los Angeles. Het verhaal is gebaseerd op een script van Brian Koppelman en David Levien. De film ging in première op 7 juni 2007. Vanaf 8 juni draaide de film in de Verenigde Staten en vanaf 13 juni in Nederland en België.

## Verhaal
Reuben Tishkoff maakt de fout om in zee te gaan met de zakenman Willy Bank. Samen zouden ze een casino opzetten in Las Vegas, maar het loopt slecht af. Reuben wordt belazerd en belandt in het ziekenhuis na een hartaanval. Danny Ocean probeert Reuben, zijn oude vriend, te helpen door Bank de kans te geven Reubens gedeelte van het casino terug te geven, maar Bank weigert. Danny en zijn team besluiten wraak te nemen door Bank miljoenen te laten verliezen door de opening geheel te laten mislukken. Door met een tunnelboormachine het beveiligingssysteem in het casino, dat ervoor zorgt dat valsspelers snel getraceerd worden, te ontregelen, proberen ze met diverse trucs het casino veel geld afhandig te maken. Omdat het beveiligingssysteem niet functioneert, verdwijnt daardoor in 3,5 minuut bijna een half miljard.

## Rolverdeling
| Acteur         | Personage        |
| -------------- | ---------------- |
| George Clooney | Danny Ocean      |
| Brad Pitt      | Rusty Ryan       |
| Matt Damon     | Linus Caldwell   |
| Al Pacino      | Willy Bank       |
| Ellen Barkin   | Abigail Sponder  |
| Elliott Gould  | Reuben Tishkoff  |
| Eddie Jemison  | Livingston Dell  |
| Shaobo Qin     | Yen              |
| Bernie Mac     | Frank Catton     |
| Don Cheadle    | Basher Tarr      |
| Casey Affleck  | Virgil Malloy    |
| Scott Caan     | Turk Malloy      |
| Andy García    | Terry Benedict   |
| Carl Reiner    | Saul Bloom       |
| Eddie Izzard   | Roman Nagel      |
| Oprah Winfrey  | Oprah Winfrey    |
| Vincent Cassel | François Toulour |
| Adrian Neil    | Maitre D'        |
| David Paymer   | The V.U.P.       |

## Ontvangst
Financieel gezien deed de film het behoorlijk goed. Ondanks dat de film in de Verenigde Staten in 250 bioscopen meer draaide dan Ocean's Twelve, bracht de film wel iets minder op in het openingsweekend dan zijn voorganger, zo'n 36 miljoen dollar. Daar tegenover stond echter dat er veel concurrentie was, met films als Pirates of the Caribbean: At World's End en Shrek the Third.
Over het algemeen waren recensenten positief over de film, vooral vanwege de eigen stijl van de film. Rotten Tomatoes geeft de film een percentage van 70%, terwijl de film op IMDb.com een score van 6,8 uit 10 heeft.

## Trivia
- Céline Dion heeft een klein rolletje in de film als zichzelf. Het was voor haar de eerste keer dat ze een rol had in een Hollywood-productie.
- Dit is de eerste keer sinds The Godfather Part III uit 1990 dat Al Pacino en Andy García in dezelfde film te zien zijn.
- Alle scènes met Al Pacino werden in drie weken opgenomen.
- Behalve Ocean's elftal en casino-baas Terry Benedict is het enige personage dat in alle drie de films opduikt Bruiser, gespeeld door Scott L. Schwartz. Producent Jerry Weintraub speelt Denny Shields in deze film en had cameo's in de eerste twee delen.